# Научно списание
Научно или академично списание е списание за публикуване на научни изследвания  и резултати. То служи като форум за представяне и обсъждане на нови изследвания или за преглед и критика на вече публикувани резултати и теории. Съдържанието обикновено има вид на отделни статии, представящи оригинални изследвания, коментари и ревюта. Според Хенри Олденбург, секретар на Британското кралско научно дружество и първи редактор на най-старото научно списание в света Philosophical Transactions, целта на академичното списание е да даде на учените възможност „да споделят знанията си един с друг и да допринасят всеки според силите си към голямата цел за обогатяване на природознанието, както и да усъвършенстват науките и изкуствата.“

## Научни статии
Научните статии могат да бъдат два вида: поканени, когато ученият е поканен да представи работата си, и непоканени. Във втория случай редакторите подлагат всяка работа на рецензиране. Има се предвид подлагането на проверка на работата, изводите или идеите на автора от страна на други експерти в същата област преди публикацията на произведението. Рецензирането помага на главния редактор или на издателския съвет да вземе решение дали работата трябва да се приеме за публикуване, да се върне за корекции или да се отхвърли. Счита се, че рецензирането е необходимо за добро качество на научните публикации, но понякога рецензентите не успяват да бъдат изцяло безпристрастни и това е причина някои идеи да не бъдат възприети или публикувани от съвременниците на авторите. Броят на рецензентите варира, но обикновено е двама или повече, като те трябва да направят писмена оценка на съдържанието, стила и други индикатори, така че редакторите да вземат своето решение. Макар тези рецензии да не са публични, понякога издателите практикуват и т.нар. публично рецензиране. Издателят взема крайното решение дали да приеме работата, да я върне с искане за корекции, или да откаже публикуване. Дори и приетите статии след това се редактират, преди да бъдат отпечатани. Процесът на рецензиране отнема от няколко седмици до няколко месеца.

## Престиж и класация
Престижът на научните списания се извоюва с времето и зависи от много фактори, като не всички се поддават на количествена оценка. Във всяка академична дисциплина има влиятелни списания, които получават много заявки за публикуване и могат да подбират съдържанието си. Въпреки това, има и по-малки списания с отлично качество.
При природните науки и някои от хуманитарните науки удобен числен параметър за оценка на качеството на списанието е импакт факторът. Съществуват и други параметри като например общия брой цитирания, колко бързо се цитират статиите и средното им „време на живот (half-life)“. Спорно е дали количествените параметри могат да измерят престижа наистина. Има две специализирани издания за цитиранията на научните статии: Science Citation Index за природните науки и Social Sciences Citation Index за социалните науки